# Margherita Granbassiová
Margherita Granbassiová (* 1. září 1979 Terst, Itálie) je bývalá italská sportovní šermířka, která se specializovala na šerm fleretem. Itálii reprezentovala v prvním desetiletí jednadvacátého století. Na olympijských hrách startovala v roce 2004 a 2008 v soutěži jednotlivkyň a družstev. V soutěži jednotlivkyň získala na olympijských hrách 2008 bronzovou olympijskou medaili. V roce 2006 získala v soutěži jednotlivkyň titul mistryně světa a v roce 2008 obsadila druhé místo na mistrovství Evropy. S italským družstvem fleretistek vybojovala na olympijských hrách 2008 bronzovou olympijskou medaili a s družstvem fleretistek vybojovala v roce 2004 a 2009 titul mistryň světa a v roce 2001 a 2005 titul mistryň Evropy.